# Lau distrikt
För andra betydelser, se Lau (olika betydelser).
Lau distrikt är ett distrikt i Gotlands kommun och Gotlands län. 
Distriktet ligger på östra delen av Gotland.

## Tidigare administrativ tillhörighet
Distriktet inrättades 2016 och utgörs av socknen Lau.
Området motsvarar den omfattning Lau församling hade vid årsskiftet 1999/2000.